# Medijska pismenost
Medijska pismenost može se definirati kao mogućnost pristupa, analize, kritičkog vrednovanja i stvaranja novog medijskog sadržaja. 
Tri su dimenzije medijske pismenosti: tehničke kompetencije, kritičko razmišljanje i proizvodnja sadržaja. To znači: moći pristupiti izvoru informacija, među kojima je i internet, kao jedan od sve važnijih izvora, koji zahtjeva razvoj informacijsko-komunikacijskih i digitalnih kompetencija; sposobnost analize, kritičkog razumijevanja i vrednovanja sadržaja i informacija te utjecaja medija i njihovih poruka na društvo; izražavanje kroz kreiranje ili produkciju vlastitih medijskih sadržaja.
Uz informatizaciju i kompjutorizaciju medijska pismenost uključuje: učenje o različitim medijima - tisku, radiju i televiziji, povijest, produkcijska i ekonomska načela funkcioniranja, tko posjeduje i kontrolira medije, kakva je koncentracija medijskog vlasništva i njezine posljedice te znanja i vještine kritičke analize koncentracije društvene moći, osiromašenja i komercijalizacije sadržaja. 
Predmet proučavanja medijske pismenosti su potencijalno štetni medijski sadržaji, medijske navike djece i odraslih, medijski žanrovi, regulacija i samoregulacija (konvencije, nacionalni zakoni i etički kodeksi novinara i oglašivača) te nove tehnologije i sukladno tomu novi medijski načini izražavanja.
Medijska pismenost jedan je od temeljnih elemenata građanske pismenosti, jer su mediji važan kanal informiranja, kao i komunikacije između građana i tijela javne vlasti te mogu utjecati na formiranje javnog mnijenja i stavova.

## Oblici medijskoga opismenjavanja
Medijska pismenost se, kao i ostali oblici učenja, može razvijati kroz različite sustave: formalno medijsko obrazovanje (predškolski odgoj, osnovna škola, srednja škola - općeobrazovna i strukovna i u visokoškolskom obrazovanju), neformalno obrazovanje (organizacije civilnog društva kao važni čimbenici u neformalnom obrazovanju) te informalnim učenjem (inicijativom učenika i nestrukturirano).
Prema Lenu Mastermanu, pokretaču medijske pismenosti u Velikoj Britaniji, poznata su četiri modela medijskoga opismenjavanja:
- 1. Odgoj za medije kao specijalizirani predmet - može biti kao samostalni obavezni ili izborni predmet.
- 2. Odgoj za medije koji se podučava kao dio postojećeg predmeta, obično materinskog jezika i najčešći je oblik uključivanja medijskog obrazovanja u školsku satnicu.
- 3. Pojedini dijelovi odgoja za medije mogu biti uključeni u različite predmete kao što su, primjerice,  jezik, književnost, povijest, zemljopis, odnosno svi predmeti koji su povezani s medijima.
- 4. Odgoj za medije kao slobodna aktivnost -  odnosi se na tečajeve i radionice u školi u slobodno vrijeme.

## Povijest i važnost medijske pismenosti
Jednu od prvih definicija medijske pismenosti - „sposobnost građana da ostvare pristup, analiziraju i proizvode informacije u određene svrhe“ dali su stručnjaci na konferenciji u Washingtonu 1992. na kojoj se zalagalo da medijska pismenost postane obavezan predmet u američkim državnim školama. Preporučili su da obrazovanje iz medijske pismenosti bude široko i da obuhvaća građansku informiranost, estetsko ocjenjivanje i izražavanje, društvenu angažiranost, samopoštovanje i potrošačku svijest.
O medijskoj pismenosti se u konceptualnom smislu počinje govoriti u drugoj polovici 20. stoljeća. Nastavničke i pedagoške ideje podržao je UNESCO.
1982. godine u Njemačkoj je 19 zemalja prihvatilo deklaraciju kojom se ističe „značenje odgoja koji će mlade ljude pripremiti na odgovorno građanstvo i koji će povećati kritičku svijest medijskih korisnika.“
UNESCO se danas zalaže za objedinjavanje medijske i informacijske pismenosti. „Informacijska i medijska pismenost tradicionalno su sagledavane kao zasebna područja. UNESCO-ova strategija ih, međutim, povezuje kao zajednički skup kompetencija (znanje, vještine i stav) nužan i za osobni i za profesionalni život današnjice.“
Najznačajniji teoretičari, rodočelnici i suvremeni zalagatelji za uvođenje medijske pismenosti u odgojne i obrazovne sustave su: u Sjeveroj Americi kanadski pedagog Neil Andersen, publicistkinja Naomi Klein, novu dokrtinu zagovaraju Renee Hobbs, Neil Postman i Elizabeth Thoman. Na australskom području John Hartley i Graeme Turner, u Europi kao ključne osobe ističu se Jean Baudrillard, Stuart Hall, David Gauntlett i Len Masterman.

## Medijska pismenost u Hrvatskoj
Od stjecanja neovisnosti, od 1991. godine, u Hrvatskoj se malo toga napravilo kada je riječ o definiranju i razvoju politike medijskog obrazovanja, iako prema mnogim istraživanjima (DKMK i Ipsos Puls, 2015. i dr.) djeca i mladi u Hrvatskoj svakodnevno su znatno izloženi medijima. Izlaganje medijima, uz vrijeme provedeno s vršnjacima, najčešća je aktivnost koju u slobodno vrijeme prakticiraju djeca i mladi. 
U razdoblju od 1990. do 2000. razvijen je novi model podučavanja o medijskoj kulturi u osnovnim školama. Za to je zaslužan Krešimir Mikić, autor prvog udžbenika o medijskoj kulturi iz 2001. 
Prema Hrvatskom nacionalnom obrazovnom strandardu, mediji i medijski sadržaji oblikovani su u medijsku kulturu. Medijska kultura se obrađuje u okviru predmeta Hrvatski jezik.
Za medijsku kulturu predviđeno je 12 sati godišnje. U osnovnim školama u osam godina izobrazbe prolaze se film, kazalište, dječje emisije, televizijski i radijski žanrovi, tisak, strip i računalo. U gimnazijama i strukovnim školama ga nema, eventualno postoji filmski odgoj.
U neformalnom dijelu obrazovnog sustava aktivnosti na području medijske pismenosi su izvannastavne aktivnosti u školama, radionice, predavanja, seminari brojnih nevladinih udruga i fakulteta novinarstva. 
U HNOS-u Hrvatskoga jezika iz 2006. godine uz medijsku kulturu stoji napomena da su mediji sve prisutniji u životima učenika i da se stoga nameće potreba za dodatnim odgojno-obrazovnim sadržajima o medijima u osnovnoj školi. Prema Nacionalom okvirnom kurikulu za predškolski odgoj i obrazovanje te opće obvezno i srednjoškolsko obrazovanje iz 2011. godine Medijska kultura predviđena je kao jedan od mogućih fakultativnih predmeta koje svaka škola može ponuditi svojim učenicima.

## Vanjske poveznice
- Medijska pismenost.hr
- Djeca medija